# Kreba-Neudorf
Kreba-Neudorf (en sorabo Chrjebja-Nowa Wjes) es un municipio situado en el distrito de Görlitz, en el estado federado de Sajonia (Alemania), a una altitud de 140 metros. Su población a finales de 2016 era de unos 900 habs. y su densidad poblacional, 27 hab/km².